# Juris Doctor
Der Juris Doctor (Abk. J.D., lateinisch für Gelehrter des Rechts) ist ein akademischer Grad in der Rechtswissenschaft, der hauptsächlich in den Vereinigten Staaten und in Kanada (außerhalb der frankophonen Provinz Québec) verliehen wird. Es handelt sich dabei um ein Berufsdoktorat, das ohne zusätzliche Promotionsleistung als Abschluss des Studiums verliehen wird.
Einige Universitäten in Australien, Hongkong und Japan vergeben diesen in letzter Zeit ebenfalls. Manche wenige Universitäten verleihen den Titel in seiner englischen statt der lateinischen Bezeichnung als Doctor of Jurisprudence, abgekürzt D. Jur.

## Allgemeines
Der amerikanische J.D. ist ein erlernter Doktor (Berufsdoktorat, professional doctorate), im Gegensatz zu einem Doktorgrad, der auf Forschung basiert (siehe Doktor der Rechtswissenschaften). Es gibt bisher weder allgemein gültige Regelungen für Zwischen- und Endprüfungen noch wird überall eine Doktorarbeit verlangt. Einige Universitäten haben allerdings besondere „integrierte“ oder „Ehrenprogramme“ eingeführt, die solche Bedingungen beinhalten.
Zur Einschreibung in ein J.D.-Programm verlangen die meisten Universitäten den Abschluss eines amerikanischen Bachelors mit einem Grade Point Average (GPA) von 3.0 oder höher bzw. einem „B“-Mindestdurchschnitt sowie die Teilnahme am Law School Admissions Test (LSAT) mit einer Punktzahl in den oberen 70 %. Der Bachelor muss in keinem bestimmten Fachgebiet abgelegt werden. Viele Schulen bevorzugen sogar Kandidaten, die das Programm ohne Vorbildung in den Rechtswissenschaften beginnen. Die weiteren Standards liegen im Ermessensspielraum der Universität, allerdings müssen die beiden erstgenannten Bedingungen Pflicht sein, um von der American Bar Association (ABA), dem amerikanischen Verband der Rechtsanwälte, akkreditiert zu werden. Es wird erwartet, dass der Student seine Studien nach sechs Semestern abschließt, bei Teilzeitstudenten (Abendschule) normalerweise nach acht Semestern.
In allen 55 Jurisdiktionen innerhalb der Vereinigten Staaten wird angenommen, dass der erfolgreiche J.D.-Absolvent qualifiziert ist, Recht zu praktizieren, nachdem man das entsprechende Bar Exam (vergleichbar in etwa mit der 2. juristischen Prüfung in Deutschland) bestanden hat. Einige Bundesstaaten akzeptieren nur Titel, die von ABA-akkreditierten Universitäten verliehen werden, während andere auch mit einer Ausbildung im Ausland zufrieden sind, solange sie gemäß dem Common Law erfolgte. Einige wenige Bundesstaaten verlangen gar keinen formellen Abschluss, solange der Kandidat das Bar Exam des Bundesstaates besteht.